# Luis Guzmán
Luis Guzmán (ur. 28 sierpnia 1956 w Cayey, Portoryko) – amerykański aktor. Znany jest z użyczenia głosu Ricardo Diazowi w grach Grand Theft Auto: Vice City i Grand Theft Auto: Vice City Stories.

## Filmografia

### Filmy
- 2012: Podróż na Tajemniczą Wyspę jako Gabato
- 2010: TheH-Man Cometh
- 2010: Thicker jako Jorge Cepeda
- 2009: Fighting jako Martinez
- 2009: Still Waiting... jako Raddimus
- 2009: Metro strachu (Taking of Pelham 1 2 3, The) jako Phil Ramos
- 2008: Nothing Like the Holidays jako Johnny
- 2008: Jestem na tak (Yes Man) jako Niedoszły samobójca
- 2007: Zabójca (War) jako Benny
- 2007: Maldeamores jako Ismael
- 2007: Ślady zbrodni (Cleaner) jako detektyw Jim Vargas
- 2006: Disappearances jako brat St. Hilaire
- 2006: Fast Food Nation jako Benny
- 2006: Pieskie szczęście (Hard Luck) jako Mendez
- 2006: Szkoła dla drani (School for Scoundrels) jako sierżant Moorehead
- 2005: Kelnerzy (Waiting...) jako Raddimus
- 2005: Wyścig marzeń (Dreamer: Inspired by a True Story) jako Balon
- 2005: Życie Carlita – Początek (Carlito's Way: Rise to Power) jako Nacho Reyes
- 2004: O dwóch takich, co poszli w miasto (Harold and Kumar Go to White Castle) jako Luis
- 2004: Lemony Snicket: Seria niefortunnych zdarzeń (Lemony Snicket's A Series of Unfortunate Events) jako Łysy człowiek
- 2003: Przekręt doskonały (Confidence) jako oficer Omar Manzano
- 2003: Dwóch gniewnych ludzi (Anger Management) jako Lou
- 2003: Ława przysięgłych (The Runaway Jury) jako Jerry Hernandez
- 2003: Głupi i głupszy 2: Kiedy Harry spotkał Lloyda (Dumb and Dumberer: When Harry Met Lloyd) jako Ray
- 2002: Jezioro Salton (The Salton Sea) jako Quincey
- 2002: Witajcie w Collinwood (Welcome to Collinwood) jako Cosimo
- 2002: Hrabia Monte Christo (The Count of Monte Cristo) jako Jacopo / Maggot
- 2002: Lewy sercowy (Punch-Drunk Love) jako Lance
- 2002: Pluto Nash (The Adventures of Pluto Nash) jako Felix Laranga
- 2001: Drugie wcielenie (Double Whammy) jako Juan Benitez
- 2000: Traffic jako Ray Castro
- 2000: Jak we mgle (Thin Air) jako Chollo
- 2000: Luckytown jako Jimmy
- 2000: Table One jako Xavier
- 2000: Sam the Man jako Murray
- 1999: Kolekcjoner kości (The Bone Collector) jako Eddie Ortiz
- 1999: Angol (The Limey) jako Ed
- 1999: Magnolia jako Luis
- 1999: Mind Prey jako detektyw Black
- 1998: Co z oczu, to z serca (Out of Sight) jako Chino
- 1998: Oczy węża (Snake Eyes) jako Cyrus
- 1998: Twardy glina (One Tough Cop) jako Popi
- 1997: Boogie Nights jako Maurice T. Rodriguez
- 1997: Odważny (The Brave) jako Luis
- 1997: Wakacje gangstera (Pronto) jako Buck Torres
- 1996: Belfer (The Substitute) jako Rem
- 1996: On Seventh Avenue
- 1995: Stonewall jako Vito
- 1994: Rodeo w Nowym Jorku (The Cowboy Way) jako Chango
- 1994: Sezon w piekle (The Burning Season) jako Estate Boss
- 1993: Życie Carlita (Carlito’s Way) jako Pachanga
- 1993: Szczęściarz (Mr. Wonderful) jako Juice
- 1993: Double Deception jako Ronald Sharkey
- 1993: Adwokat diabła (Guilty As Sin) jako porucznik Martinez
- 1992: Krwawa Maria (Innocent Blood) jako Morales
- 1992: Czarna śmierć (Quiet Killer) jako Adelaido
- 1992: W cieniu mordercy (In the Shadow of a Killer) jako Louis Velazquez
- 1992: El Lado oscuro del corazón
- 1991: McBain jako Papo
- 1991: Ciężka próba (The Hard Way) jako detektyw Benny Pooley
- 1991: Uciec od codzienności (Jumpin’ at the Boneyard) jako taksówkarz
- 1990: Pytania i odpowiedzi (Q & A) jako detektyw Luis Valentin
- 1989: Samotny w obliczu prawa (True Believer) jako Ortega
- 1989: Rooftops jako Martinez
- 1989: Rodzinny interes (Family Business) jako Julio Torres
- 1989: Czarny deszcz (Black Rain) jako Frankie
- 1988: Krokodyl Dundee II (Crocodile Dundee II) jako Jose
- 1987: No Picnic jako Arroyo
- 1983: Variety jako Jose

### Seriale
- 2022: Wednesday jako Gomez Addams
- 2018–2019 Shameless (sezon 9) jako Mikey O’Shea
- 2015: Narcos jako José Rodríguez Gacha
- 2009: How to Make It in America jako Rene
- 2007: Raines (gościnnie)
- 2007: John z Cincinnati (John from Cincinnati) jako Ramon
- 2000–2001: Partnerki (The Huntress) jako Paulie Dortmunder
- 1999: Força de Um Desejo jako Carrazedo
- 1997–2003: Oz jako więzień nr 98H492 Raoul „El Cid” Hernandez
- 1996–2000: Zdarzyło się jutro (Early Edition) jako John Hernandez (gościnnie)
- 1995: House of Buggin' jako Różne postacie
- 1993–1996: SeaQuest (SeaQuest DSV) jako generał Guzmano (gościnnie)
- 1993–2005: Nowojorscy gliniarze (NYPD Blue) jako Hector Martinez (gościnnie)
- 1993–2001: Strażnik Teksasu (Walker, Texas Ranger) jako Gomez (gościnnie)
- 1993−2004: Frasier jako George (2002) (gościnnie)
- 1990: Prawo i porządek (Law & Order) jako Cesar Pescador (gościnnie)
- 1988–1990: Monsters (gościnnie)
- 1985–1989: The Equalizer jako Cygański taksówkarz (gościnnie)
- 1984–1989: Policjanci z Miami (Miami Vice) jako Miguel (1985) (gościnnie)
- 1984–1991: Detektyw Hunter (Hunter) jako Carlos Delgado (gościnnie)

### Dubbing
- 2008: Cziłała z Beverly Hills (Beverly Hills Chihuahua) jako Chucho
- 2006: Lolo's Cafe Lolo
- 2006: Grand Theft Auto: Vice City Stories jako Ricardo Diaz
- 2002: Grand Theft Auto: Vice City jako Ricardo Diaz